# Autigny (Sekwana Nadmorska)
Autigny – miejscowość i gmina we Francji, w regionie Normandia, w departamencie Sekwana Nadmorska.
Według danych na rok 1990 gminę zamieszkiwało 120 osób, a gęstość zaludnienia wynosiła 29 osób/km² (wśród 1421 gmin Górnej Normandii Autigny plasuje się na 778. miejscu pod względem liczby ludności, natomiast pod względem powierzchni na miejscu 758.).